# Maurice Druon

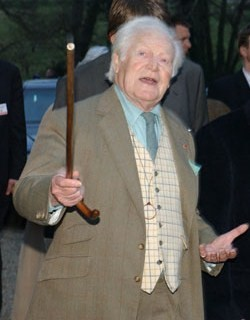
Maurice Druon

Maurice Druon (Parijs, 23 april 1918 - aldaar, 14 april 2009) was een Franse schrijver en minister.
Sinds de jaren veertig heeft Maurice Druon tientallen boeken geschreven, voor het merendeel romans en essays. Bekende titels zijn Les grandes familles en Les Rois maudits. 
Samen met zijn oom, de schrijver Joseph Kessel, schreef hij de tekst van het lied Chant des partisans, dat kan worden beschouwd als het lied van het Franse verzet tegen de Duitse bezetter gedurende de Tweede Wereldoorlog.
Maurice Druon heeft in de loop van zijn lange carrière zowel voor afzonderlijke werken als voor zijn gehele oeuvre talloze literaire prijzen ontvangen. In 1948 kreeg hij de Prix Goncourt voor Les Grandes Familles.
In 1966 werd hij lid van de Académie française. Druon was Frans minister van cultuur in de regering van Pierre Messmer in 1973-1974 en gemeenteraadslid van Parijs in de periode 1978-1981.

## Vertaald in het Nederlands
- Koekoe met de groene duimen [Herdruk] / uitgeverij Holland / 1986
- Lodewijk X : koning tussen twee vrouwen: historische roman uit het herfsttij der Middeleeuwen / 2e dr / uitgeverij Gottmer / 1978
- Filips de Schone: vervloekt en bemind: historische roman over Filips de Schone, koning van Frankrijk / 2e dr / uitg. Gottmer / 1978
- Filips de Schone, vervloekt en bemind / uitg. Lekturama / 1975
- De vervloekte vorsten / uitg. Gottmer / 1969
- De vervloeking: historische roman over Filips de Schone, koning van Frankrijk / uitg. Gottmer / 1968
- Brieven van Louis Jan Koopman (1887-1968), geschreven aan Maurice Druon /Koopman, Louis Jan / Amsterdam / 1963-1964
- Koekoe met de groene duimen / uitg. C.P.J. van der Peet / 1961

## Romans
- Mégarée, pièce en trois actes, créée au Grand Théâtre de Monte-Carlo (1942)
- Le Sonneur de bien aller (1943 — novella)
- Préface d'un chameau en pyjame (1943)
- Le Chant des Partisans (with Joseph Kessel, 1943)
- Lettres d’un Européen, essai (1944)
- La Dernière Brigade, roman (1946)
- Ithaque délivrée, poème dramatique traduit de l’anglais ; d’après The Rescue d’Edward Sackville-West (1947)
- Les Grandes Familles (1948)
- La Chute des corps (Les Grandes Familles, II, 1950)
- Rendez-vous aux enfers (Les Grandes Familles, III, 1951)
- Remarques (1952)
- Un voyageur, comédie en un acte, au répertoire de la Comédie française (1953)
- Le Coup de grâce, mélodrame en trois actes (avec Joseph Kessel, 1953)
- La Volupté d’être, roman (1954)
- La Reine étranglée (Les Rois maudits, II, 1955)
- Le Roi de fer (Les Rois maudits, I, 1955)
- Les Poisons de la couronne (Les Rois maudits, III, 1956)
- L'Hôtel de Mondez, nouvelle (1956)
- La Loi des mâles (Les Rois maudits, IV, 1957)
- Tistou les pouces verts (1957)
- Alexandre le Grand (1958)
- La Louve de France (Les Rois maudits, V, 1959)
- Le Lis et le Lion (Les Rois maudits, VI, 1960)
- Des Seigneurs de la plaine à l’hôtel de Mondez (1962)
- Théâtre — Mégarée, Un voyageur, La Contessa (1962)
- Les Mémoires de Zeus (1963)
- Bernard Buffet, essai (1964)
- Paris, de César à Saint Louis (1964)
- Du Soleil sur la Normandie (1964 - nouvelles historiques)
- Le Pouvoir, notes et maximes (1965)
- Les Tambours de la mémoire (1965)
- Les Rois maudits, roman historique (6 volumes, 1966)
- Les Mémoires de Zeus, II, roman historique (1967)
- Le Bonheur des uns, nouvelles (1967)
- Vézelay, colline éternelle (1968)
- L'Avenir en désarroi, essai (1968)
- Grandeur et signification de Leningrad (1968)
- Lettres d’un Européen et Nouvelles Lettres d’un Européen, 1943-1970 (1970 — essai)
- Splendeur provençale (1970)
- Une Église qui se trompe de siècle (1972)
- La Parole et le Pouvoir  (1974)
- Œuvres complètes (25 volumes, 1977)
- Quand un Roi perd la France (Les Rois maudits, VII, 1977)
- Attention la France ! (1981)
- Réformer la démocratie (1982)
- La Culture et l’État (1985)
- Vézelay, colline éternelle, nouvelle édition (1987)
- Lettre aux Français sur leur langue et leur âme (1994)
- Circonstances (1997)
- Circonstances politiques, 1954–1974 (1998)
- Le bon français (1999)
- Circonstances politiques II, 1974–1998 (1999)
- La France aux ordres d’un cadavre (2000)
- Ordonnances pour un État malade (2002)
- Le Franc-parler (2003)
- Mémoires. L'aurore vient du fond du ciel (2006)
- Les mémoires de Zeus (2007)